# Aldeia Viçosa (Uíge)
Aldeia Viçosa é uma vila e comuna angolana que se localiza na província de Uíge, pertencente ao município de Dange Quitexe.